# Newry, Mourne and Down
Newry, Mourne and Down är ett distrikt i Nordirland i Storbritannien. Huvudorter är Newry och Downpatrick. Distriktet bildades 2015 i samband med en distriktsreform genom en sammanslagning av distrikten Newry and Mourne och Down.